# تي ام زي تي في
تي ام زي تي في أو تي ام زي أو تي في (بالإنجليزية  TMZ on TV) هو برنامج حواري أمريكي يناقش اخبار الفن الأمريكي عرض لأول مرة في يوم 10 سبتمبر 2007. يتم بث البرنامج على فوكس، البرنامج تابع لموقع تي ام زي الإخباري مع تركيز شديد على حياة المشاهير الشخصية حيث يعد الموقع من برامج باباراتزي
يتم إنتاج البرنامج التلفزيوني في منشأة استوديو في الطابق الثالث بالقرب من شارع وسات 8000 غرب هوليوود، كاليفورنيا.

## مقدمون
هذا بعض شخصيات الموقع والبرنامج:
- هارفي ليفين -منتج تنفيذي
- تشارلز لاتيبيوديري – المنتج التنفيذي المشترك
- إيفان روزنبلوم – المنتج التنفيذي المشترك
- تود فرانجيلا-مدير خط إنتاج
- دانيال جولدبلات – منتج
- ريك ميتشل – منتج
- ماثيو فايس-منتج
- ريغان ريان-منتج
- هود عطاي-منتج
- كريس ريد – منتج/مذيع
- جيم غولدنبرغ – منتج/مذيع
- بيلسون نوح – منتج
- كريستي الدب-منتج المكتبية/معاون للتعيين
- يزر تشاد – المشرف على مرحلة ما بعد الإنتاج
- كيلي برنينغ – محرر
- بريان مكدانيل – محرر
- كلي إريك-محرر
- نيكول -مديرة الدعاية
- أنا كاتشيكيان-مدير الأرشيف
- شيفوني سوليفان-وظيفة منسق الإنتاج
- مايك والترز – إدارة الواجبات
- جوني ووكر-مصور
- بيتر -مصور
- جون فينير-مذيع
- بيكرمان جيسون-المحامي
- راكيل جونسون-منتج

## العرض الدولي
- في كندا، ظهر على قناة CTV
- في أستراليا، أذيع على قنوات الكابل /
- في الهند وباكستان، ظهر على قناة HBO.
- في منطقة الشرق الأوسط، عرض على قناة دبي ون
- في الفلبين، يتم إظهاره في جاكتف، وما إلى ذلك، والحد الأقصى.
- في أمريكا اللاتينية، فإنه يظهر على قناة وارنر.
- في تايوان و جنوب شرق آسيا، فإنه يظهر على HBO و آسيا ماكس (اعتبارا من 25 يونيو 2009) .
- في الأردن سوف يعرض على قناة رؤيا

## وصلات خارجية
- TMZ على شاشة التلفزيون في TMZ.com
- تي ام زي تي في على موقع IMDb (الإنجليزية)
- تي ام زي تي في على موقع ميتاكريتيك (الإنجليزية)
- تي ام زي تي في على موقع كينوبويسك (الروسية)
- تي ام زي تي في على موقع قاعدة بيانات الفيلم (الإنجليزية)